# Cầu Rạch Chiếc
Cầu Rạch Chiếc là một cây cầu bắc qua Rạch Chiếc trên tuyến đường Võ Nguyên Giáp ở thành phố Thủ Đức, Thành phố Hồ Chí Minh.

## Lịch sử
Cầu Rạch Chiếc được xây dựng dưới thời Việt Nam Cộng hòa, cùng với cầu Sài Gòn và tuyến xa lộ Biên Hòa và được đưa vào sử dụng từ năm 1961. Cầu có chiều dài 148 m, chiều rộng 16,5 m.
Từ ngày 28 đến ngày 30 tháng 4 năm 1975, tại cầu đã diễn ra một trong những trận đánh cuối cùng của chiến dịch Hồ Chí Minh, mở đường cho quân giải phóng tiến vào Sài Gòn.
Sau nhiều năm sử dụng, cầu đã xuống cấp, không còn đáp ứng được lưu lượng phương tiện ngày càng tăng trên xa lộ Hà Nội nên vào ngày 19 tháng 9 năm 2009, cầu Rạch Chiếc mới đã được khởi công xây dựng để thay thế cầu cũ.
Cầu mới có chiều dài 736 m, chiều rộng là 48 m với 10 làn xe, gồm 3 nhánh cầu riêng biệt với hai nhánh biên mỗi bên rộng 9,8 m, nhánh giữa rộng 26,5 m. Công trình hoàn thành vào ngày 10 tháng 7 năm 2012.

## Hình ảnh

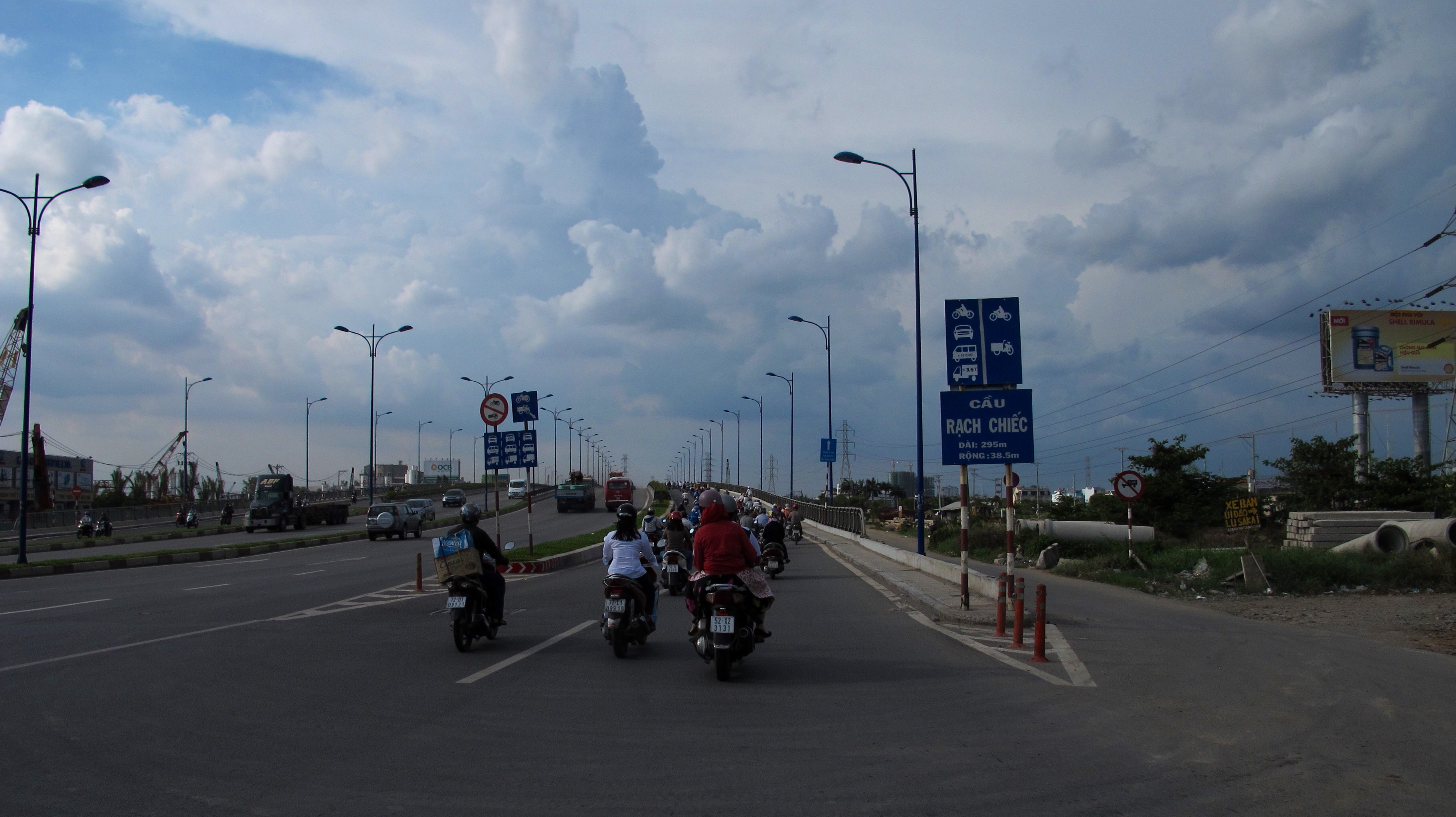
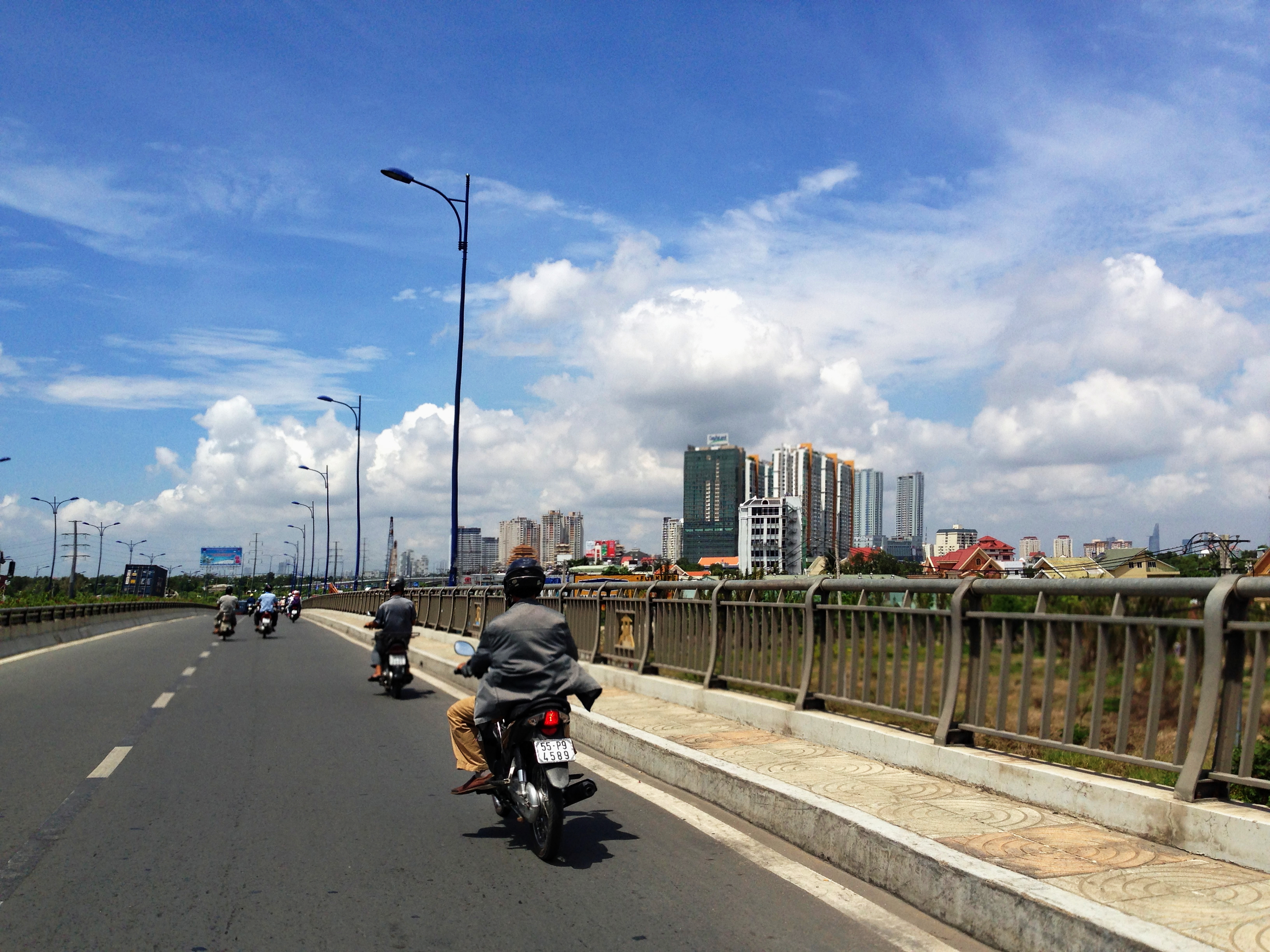
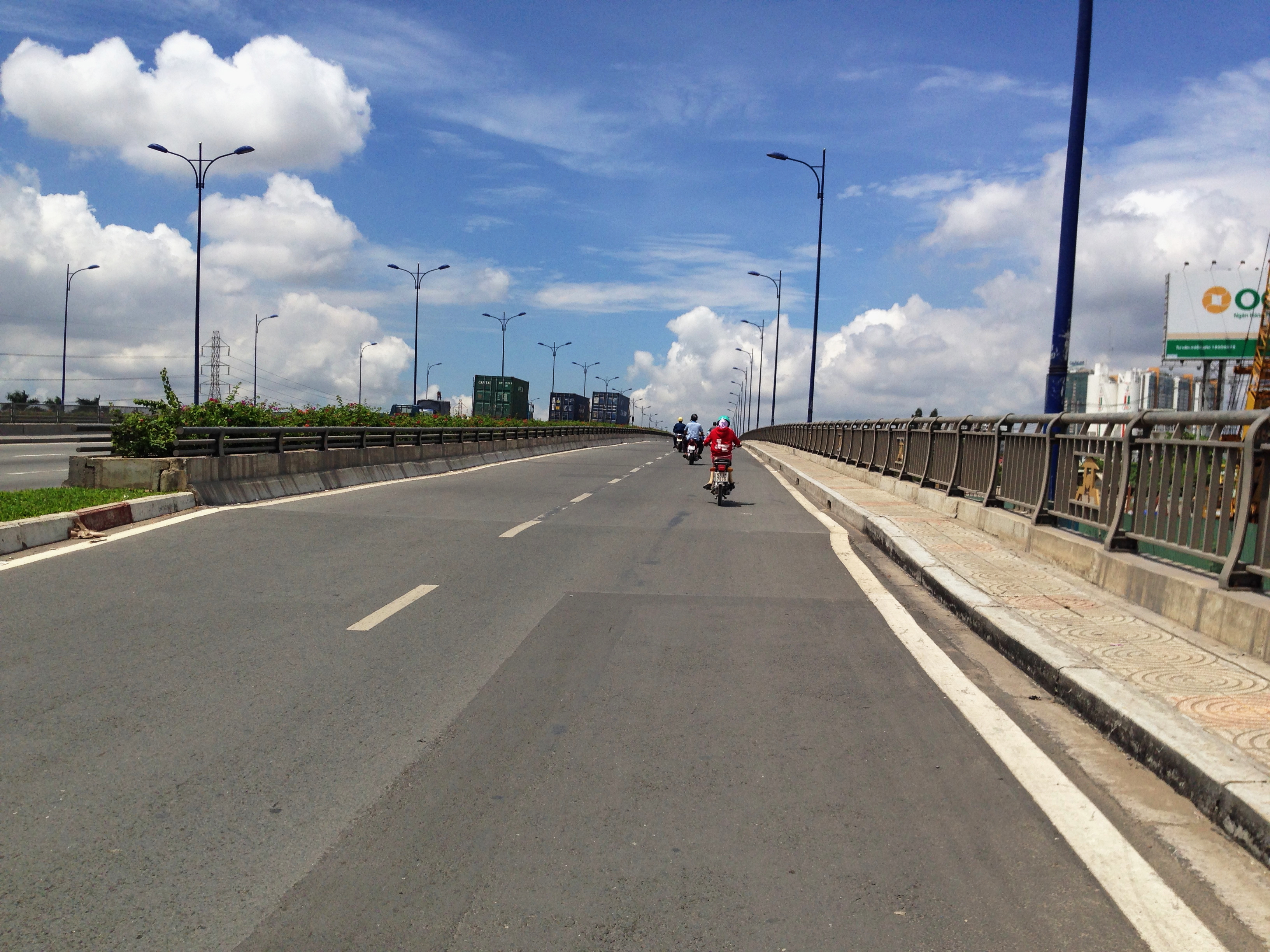
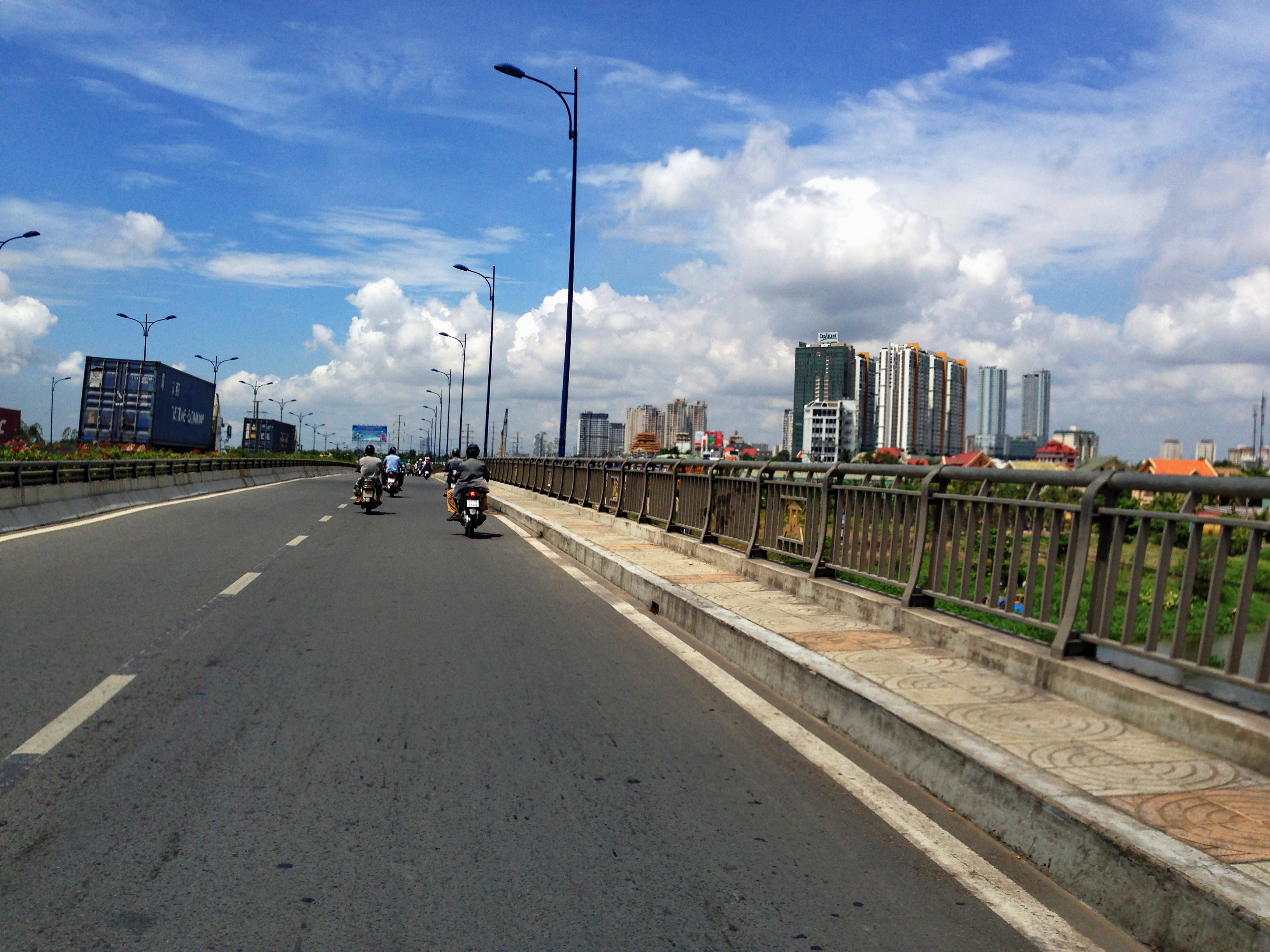
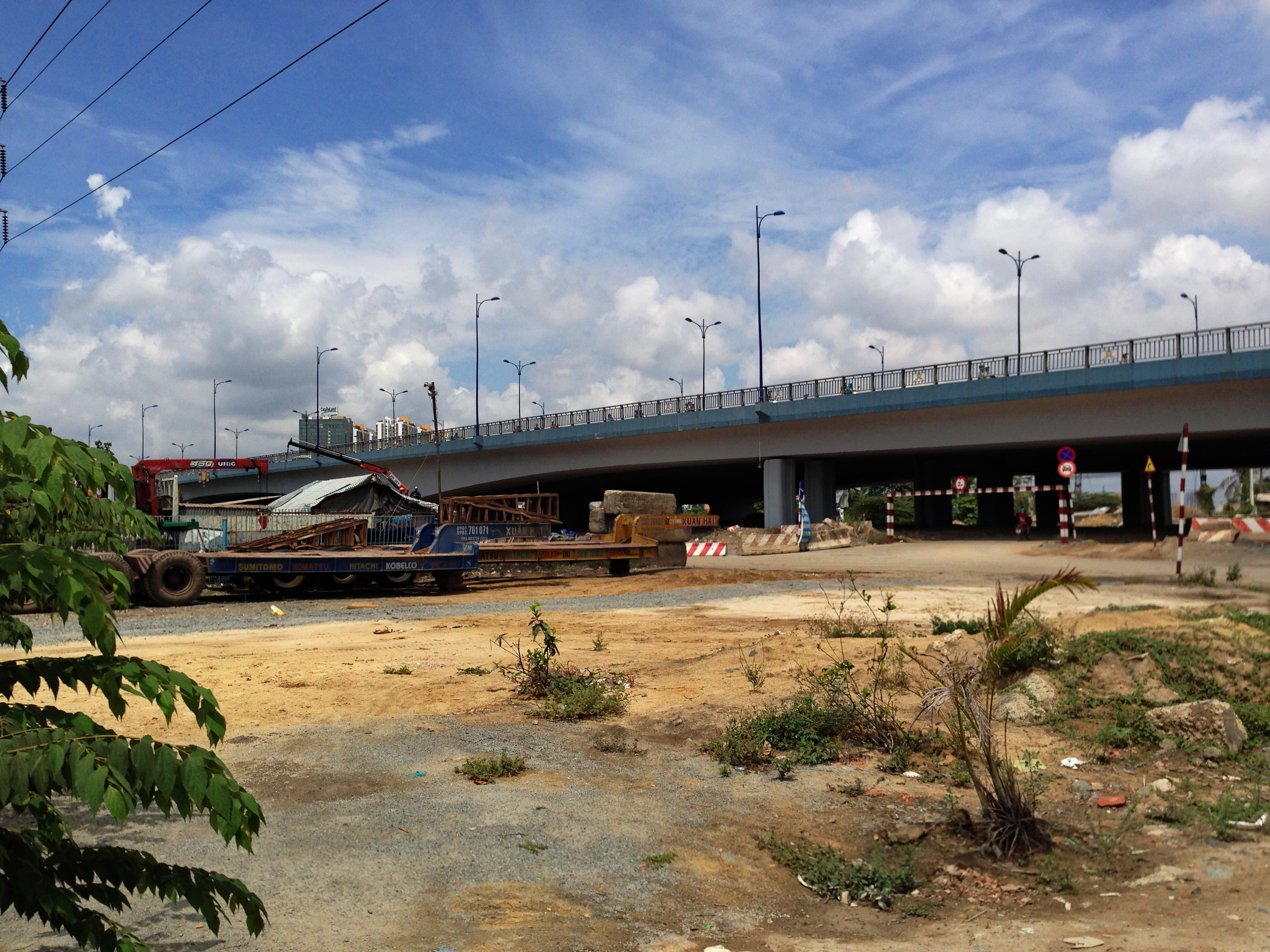
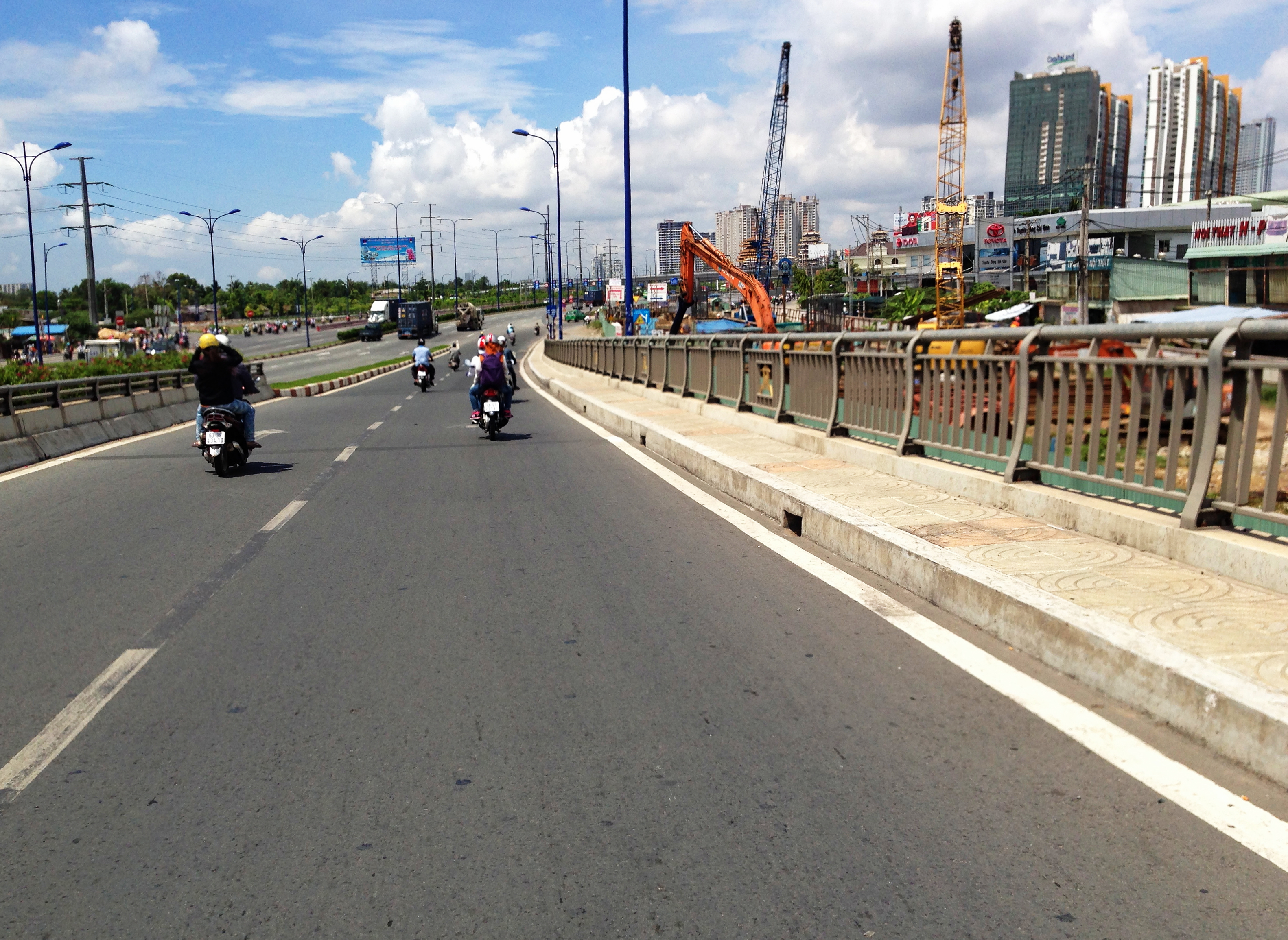